# Asplundia clementinae
Asplundia clementinae är en enhjärtbladig växtart som beskrevs av Gunnar Wilhelm Harling. Asplundia clementinae ingår i släktet Asplundia och familjen Cyclanthaceae. IUCN kategoriserar arten globalt som akut hotad. Inga underarter finns listade.